# Kościół św. Wacława i św. Michała Archanioła w Głuchowie
Kościół świętego Wacława i świętego Michała Archanioła – rzymskokatolicki kościół parafialny należący do parafii św. Michała Archanioła w Głuchowie (dekanat Rawa Mazowiecka diecezji łowickiej).

## Historia i architektura
Obecna, orientowana świątynia, z nawą prostokątną, zaokrąglonymi narożnikami od strony wschodniej, z węższym prostokątnym prezbiterium o narożnikach zewnątrz ściętych i wewnątrz zaokrąglonych, została wzniesiona w 1786. Jej fasada jest flankowana przez dwie czworokątne wieże, występujące ryzalitowo z elewacji bocznych. Od stron: południowej i północnej dobudowane są symetryczne przybudówki, w których mieszczą się kaplice (przy nawie) i zakrystie (przy prezbiterium), nad nimi są umieszczone loże. Nawa, prezbiterium, zakrystie i loże nakryte są sklepieniami kolebkowymi z lunetami, w nawie i prezbiterium są one oparte na gurtach. Chór murowany jest podparty trzema arkadami filarowymi. Ściany nawy, prezbiterium i kaplic są rozczłonkowane pilastrami. Świątynia została w dniu 29 września 1908 konsekrowana przez biskupa Kazimierza Ruszkiewicza. Do wyposażenia budowli należą trzy ołtarze, ażurowa ambona pochodząca z kościoła św. Benona w Warszawie, chrzcielnica w stylu barokowym, organy wykonane w 1792. Ciekawy jest także łaskami słynący obraz Matki Bożej Głuchowskiej.

## Tablice pamiątkowe
W kościele umieszczone są następujące tablice pamiątkowe:
- ku czci księdza prałata Piotra Wilka, proboszcza głuchowskiego w latach 1939-1968,
- Na pamiątkę 1600 letniego jubileuszu uznania wiary chrześcijańskiej za panującą przez Konstantyna Wielkiego, fundacji parafian,
- ku czci żołnierzy podziemia AK i BCH, parafian kościoła w Głuchowie, zamordowanych przez Niemców 16 września 1944 (ufundowana w 1998)[3].

## Galeria

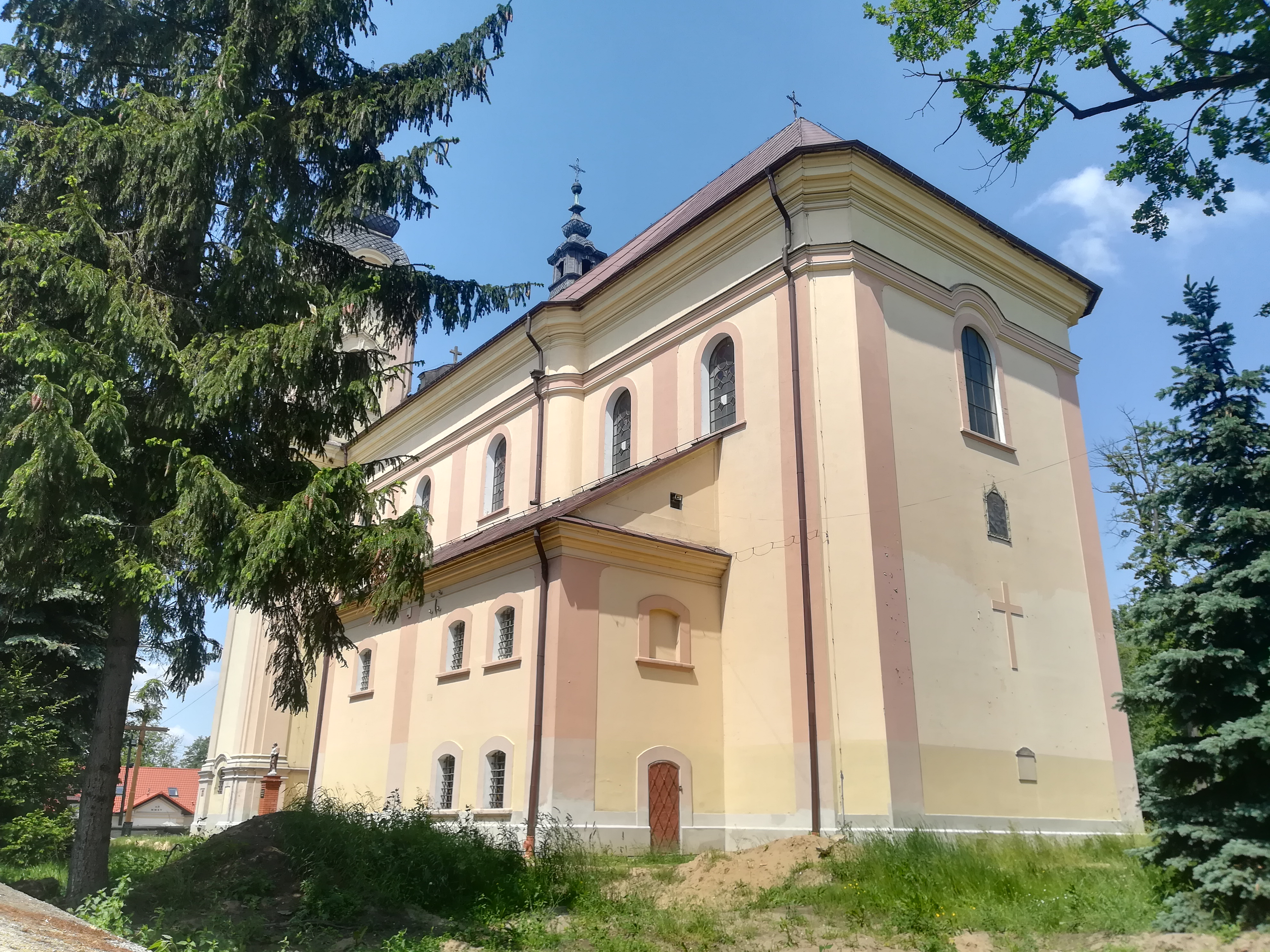
Widok od strony prezbiterium
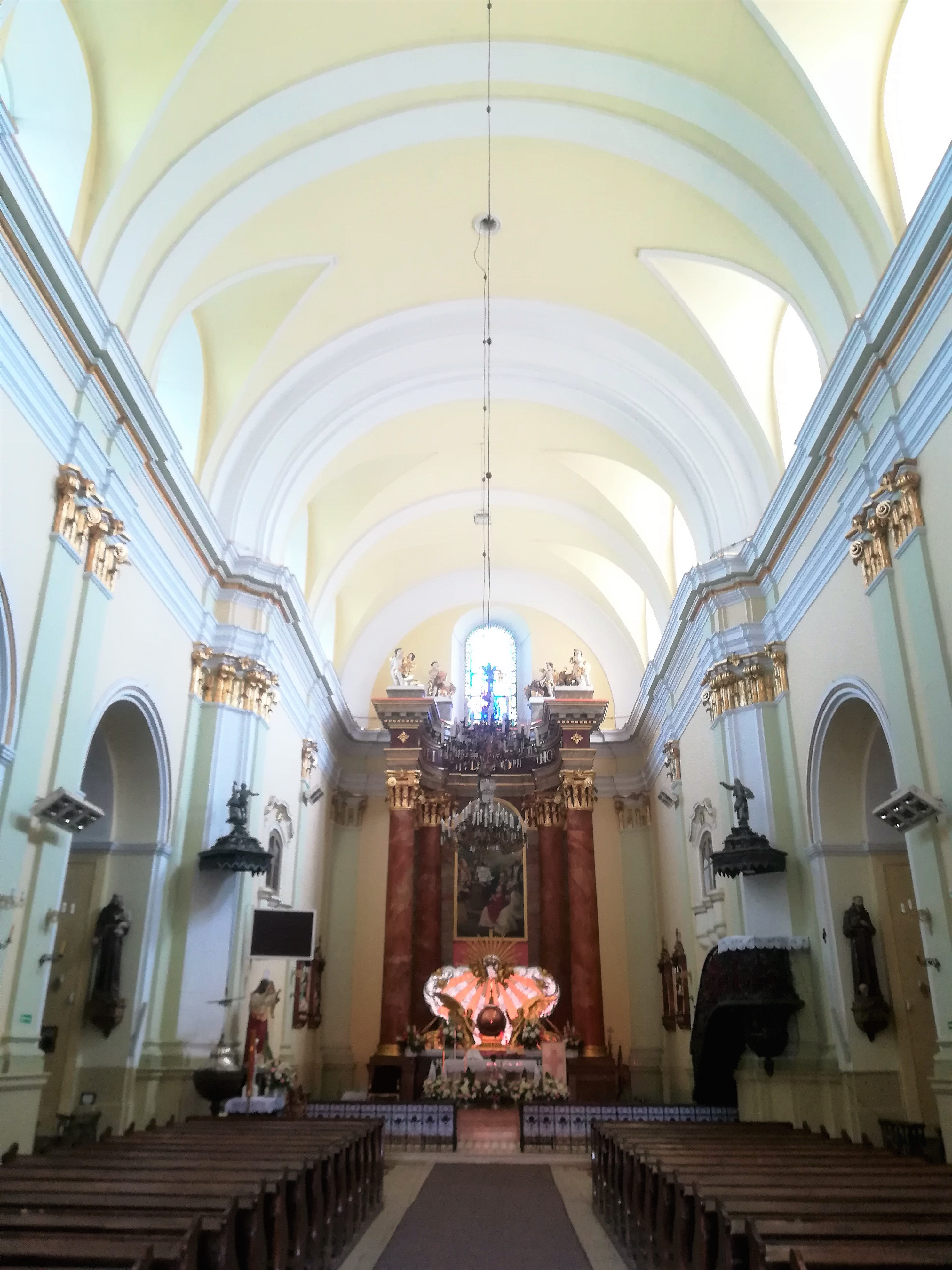
Wnętrze i ołtarz
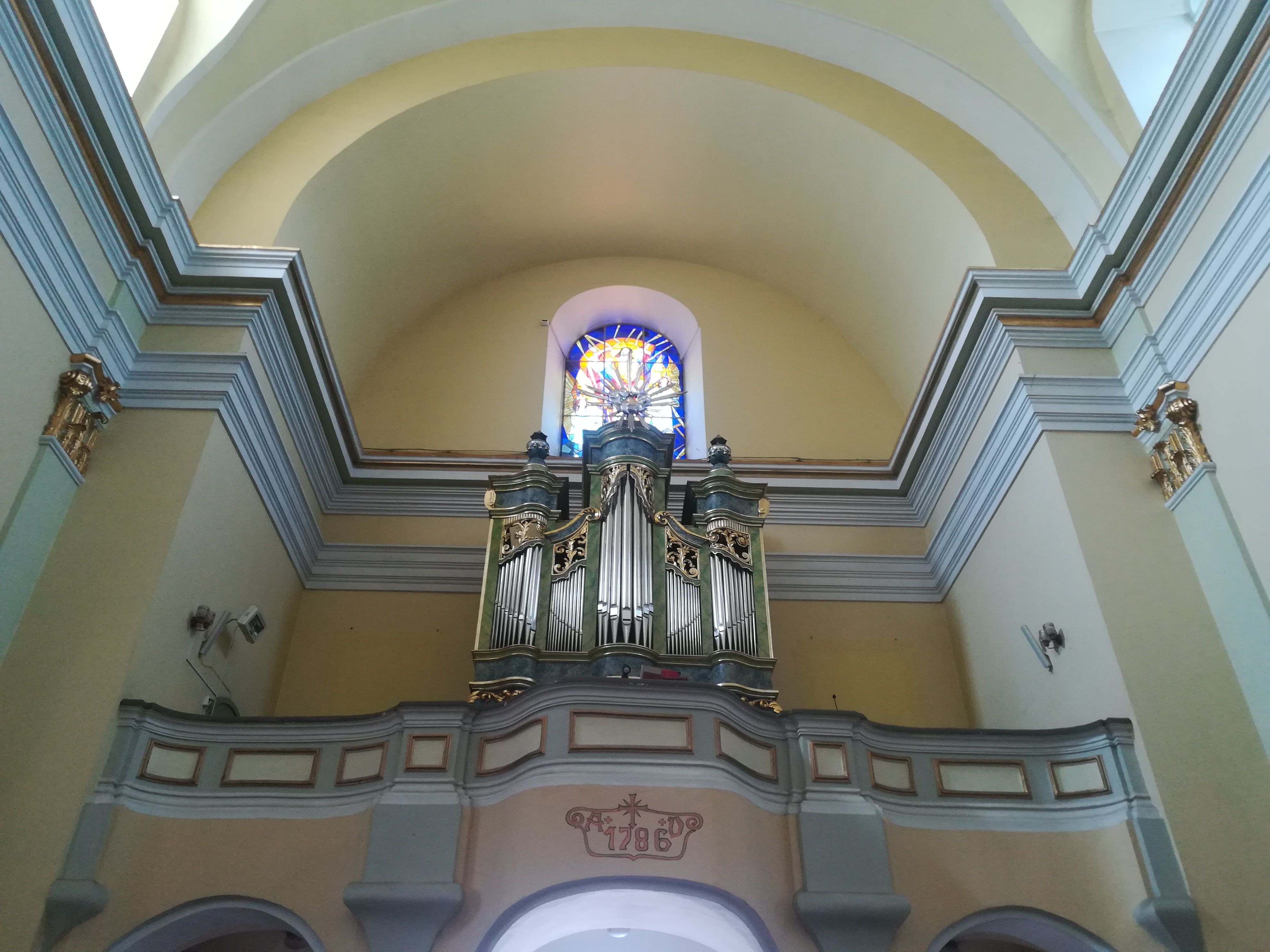
Balkon z organami